# دیزاین ویلیج
دیزاین ویلیج (به انگلیسی: Design Village) یک بازاربزرگ اوتلت در باتو کاوان ایالت پنانگ، مالزی است. این مکان که در سال ۲۰۱۶ افتتاح شد و گسترهٔ ساختمانی بالغ بر ۳۷٬۱۶۱ مترمربع (۴۰۰٬۰۰۰ فوت مربع) را تحت پوشش قرار داده است، بزرگ‌ترین بازاربزرگ اوتلت در مالزی است. بنابرگزارش‌ها، دیزاین ویلیج در یک باغ استوایی بالغ بر ۲۴ جریب فرنگی، بنا شده است. هنگام بازگشایی در ماه نوامبر ۲۰۱۶، نزدیک ۷۰ درصد از فضای آن را مستاجران در اختیار گرفته بودند. برخی از مستاجران آن، گپ، تیمبرلند، پیر کاردن، پاندینی، آدیداس، بادی گلاو، لیوایز، گس، سامسونیت، اسپریت و کاتن آن می‌باشند. داخل بازاربزرگ، غذاخوری‌هایی همچون کافی بین، استارباکس، بسکین-رابینز و وندیز وجود دارد.